# Tetrastigma bracteolatum
Tetrastigma bracteolatum là một loài thực vật hai lá mầm trong họ Nho. Loài này được (Wall.) Planch. miêu tả khoa học đầu tiên.